# Dunlop Masters
De Dunlop Masters, ook vaak het Dunlop Tournament genoemd, was een golftoernooi van het Brits circuit voordat de Europese PGA Tour bestond.
Het toernooi werd op de Southport and Ainsdale Golf Club gespeeld in 1931, 1933, 1934, 1936, 1938, 1946, 1948, 1954 en 1957.

## Winnaars
Het toernooi werd gewonnen door onder anderen:
| Dunlop-Southport Tournament - 1931: Henry Cotton - 1932: Henry Cotton - 1933: - 1934: Alf Padgham - 1935: Alf Padgham of Charles Whitcombe Dunlop Metropolitan Tournament - 1936: Henry Cotton Dunlop Tournament - 1937: Arthur Lacey of Abe Mitchell | Dunlop-Southport Tournament - 1938: Don Curtis uit Bournemouth - 1946: Max Faulkner - 1947: Norman Von Nida - 1949: Max Faulkner Dunlop Tournament - 1950: Bobby Locke - 1954: Bobby Locke op de Prince's Golf Club - 1956: Gary Player op de Sunningdale Golf Club - 1957: Ken Bousfield op de Southport and Ainsdale GC - 1958: Peter Thomson - 1959: Christy O'Connor sr. - 1960: Ralph Moffitt | Dunlop Masters - 1970: - 1971: Maurice Bembridge - 1972: Bob Charles - 1973: Tony Jacklin - 1974: Bernard Gallacher - 1975: Bernard Gallacher - 1976: Baldovino Dassu - 1977: Guy Hunt - 1978: Tommy Horton - 1979: Graham Marsh - 1980: Bernhard Langer - 1981: Greg Norman - 1982: Greg Norman Silk Cut Masters - 1983: Ian Woosnam De latere uitslagen staan onder de British Masters. |

## Verwarrende namen
- In 1946 werd de British Masters opgericht, dat in 1972 fuseerde met dit toernooi. Sindsdien maakt het deel uit van de Europese Tour.
- Van 1960-1977 werd de Dunlop South African Masters gespeeld. Nu heet dat toernooi de Nashua Masters.
- Op de Japan Golf Tour is sinds 1973 een Dunlop International Open dat later het Dunlop Phoenix Tournament werd genoemd.